# 楊百翰大學愛達荷分校
43°49′23″N 111°47′7″W / 43.82306°N 111.78528°W
楊百翰大學-愛達荷州分校（Brigham Young University–Idaho）是由耶穌基督後期聖徒教會所創辦的一所四年制私立大學，位於愛達荷州。
此校還沒變成四年制大學之前是叫做 Ricks College (1923-2001)，2000年6月時才轉變成在現四年制大學， 另外耶穌基督後期聖徒教會也創辦楊百翰大學(猶他州)和楊百翰大學夏威夷分校，還有一所兩年制的大學LDS Business College
楊百翰大學-愛達荷州分校的校長Kim B. Clark在還沒來當校長之前他是在哈佛大學當商學院的院长，來了楊百翰大學以後他強調"Rethinking Education"表示本大學具有獨的教育系統，像是三學期制系統。

## Ricks College
在1923年時以前，楊百翰大學的前校名是Ricks College。 Thomas E. Ricks是第一位董事會主席，這也就是校名的由來。

## 改名為愛達荷州楊百翰大學
在2000年6月, 耶穌基督後期聖徒教會宣佈 Ricks College 要成為四年制的大學並校名要改為愛達荷州楊百翰大学(Brigham Young University-Idaho)。這一個改變，一年後才被通過國家認可。
楊百翰大學有很特殊的學期制，不像其他學校是兩學期制，是三學期制，在校生必須選擇三學期其中的兩個學期，三學期分為 秋學期、冬學期和春學期。由於學校從兩年轉為四年制的關係，新的教學大樓和設備也不断拓展，2008年學校的學生服務大廳已可以容納一萬五千人了。